# Église luthérienne de l'Ascension
L'église luthérienne de l'Ascension est un lieu de culte protestant situé 47, rue Dulong, dans le quartier des Batignolles du 17e arrondissement de Paris. Inaugurée en 1866, la paroisse est aujourd'hui membre de l'Église protestante unie de France.

## Histoire
Le 25 décembre 1835 est inauguré au 44, boulevard des Batignolles le temple des Batignolles, cogéré par le Consistoire réformé et le Consistoire luthérien de Paris, dans le cadre du régime concordataire français. En mars 1836, il est décidé que la Sainte-Cène est célébré par un pasteur luthérien à Pâques, et par un pasteur réformé à Noël. Mais en 1840 le Consistoire luthérien se retire du projet.
En 1866, la Mission allemande auprès des ouvriers immigrés fait construire l'église luthérienne des Batignolles, avec une école au rez-de-chaussée. En 1874, est installé un orgue de la manufacture Gebrüder Link. De verrier Charles de Champigneulle installe de grands vitraux.
Une nouvelle façade néogothique, alignée sur la rue, est construite en 1910. L'édifice est inauguré le 24 avril 1910, sous le nom d'église de l'Ascension. Elle est alors membre de l'Église évangélique luthérienne de France, inspection de Paris, qui en 2013 rejoint l'Église protestante unie de France.

## Architecture

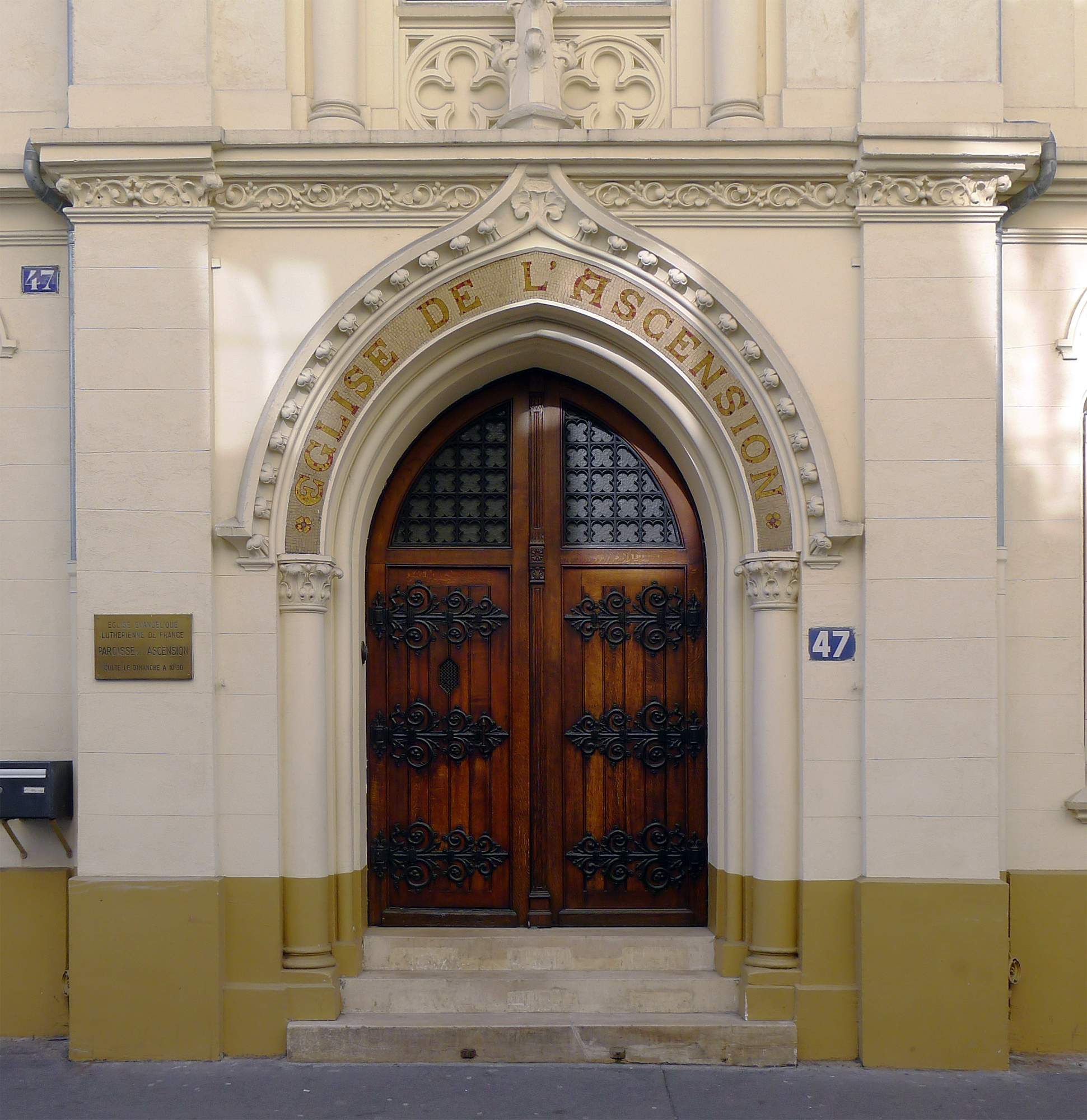
Entrée de l'église luthérienne de l'Ascension au 47, rue Dulong, à Paris.

L'église est de plan rectangulaire, à quatre travées terminée par un cul-de-four. L'ensemble est surmonté par une voûte en bois. Une copie du Christ au roseau de Guido Reni, conservé au musée du Louvre, est accroché dans l'axe chœur.
Six vitraux éclairent l'église. À l'ouest, Jésus parmi les docteurs, sur le lac de Tibériade, la Cène, au mont des Oliviers, les pèlerins d'Emmaüs. À l'est, une lampe à l'antique, une Bible ouverte avec l'alpha et l'oméga, une colombe.